# Willem Joseph Nicolaas Wijs

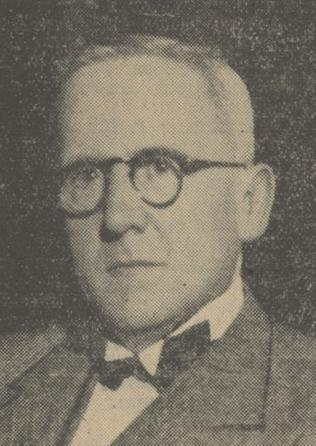
W.J.N. Wijs (ca. 1934)

Willem Joseph Nicolaas Wijs (Den Helder, 14 september 1889 – Boekel, 7 september 1958) was een Nederlands politicus. 
Hij werd geboren als zoon van François Stephanus Christiaan Marinus Wijs (*1851; ingenieur bij de marine) en Maria Francisca Elisabeth Boele (*1855). Hij vertrok rond 1910 naar Nederlands-Indië en in 1920 was hij daar hoofd van de cultuurbedrijven van de 'Handelsvereeniging Amsterdam'. Hij keerde in 1929 terug naar Nederland en maakte vervolgens langdurige reizen door Europa. Na volontair te zijn geweest bij de gemeentesecretarie van Oisterwijk werd Wijs in 1934 de burgemeester van Heusden. Eind 1937 volgde zijn benoeming tot burgemeester van Schijndel. Na de bevrijding was M.I.P.G. van Thiel enige tijd waarnemend burgemeester van Schijndel maar daarna kon Wijs zijn oude functie hervatten. Hij zou tot begin 1952 burgemeester blijven en overleed in 1958 op 68-jarige leeftijd. 